# Гринберг, Захар Григорьевич
Захар (Захарий, Зорах) Григорьевич Гринберг (1889, Белая Церковь Васильковского уезда Киевской губернии — 22 декабря 1949) — советский общественный, государственный и партийный деятель, учёный, редактор, публицист, историк, искусствовед.

## Биографические вехи
Родился в семье меламеда.
Член РКП(б) с 1917 года. Один из членов Бунда.
В 1918 году назначен заместителем наркома просвещения Анатолия Васильевича Луначарского, комиссар Петроградского учебного округа. Участник Первого Всероссийского съезда советов рабочих и солдатских депутатов (1917).
C 1920 года член Коллегии Наркомпроса РСФСР.
Кандидат исторических наук.
Старший научный сотрудник Института мировой литературы АН СССР имени А. М. Горького. Входил в руководящий совет Еврейского камерного театра. Глава исторической секции Еврейского антифашистского комитета (ЕАК).
Арестован в 1947 году. Умер в тюрьме от побоев, полученных во время допросов.

## Арест и гибель
Цитата из книги Александра Борщаговского «Обвиняется кровь»:

«Я был снова вызван на допрос, — писал Гольдштейн в 11.10.1953 году — <…> Держали меня двое: подполковник Лебедев и ещё какой-то майор, а избивал меня майор Сорокин. Затем заставили меня сбросить туфли и стали нещадно бить по пяткам. Боль была совершенно невыносимая… Не имея возможности дольше переносить боль, я стал просить о пощаде, вопя, что все, что угодно, скажу и признаю… Но когда меня, избитого и истерзанного, заставили подняться, я не знал, что сказать. Избиение возобновилось с новой силой».

Тогда-то Гольдштейн и назвал первое, всплывшее в потрясенной памяти, имя Захара Григорьевича Гринберга, шестидесятилетнего кандидата исторических наук, старшего научного сотрудника Института мировой литературы АН СССР имени Горького. Сказал, что Гринберг интересовался тем, как живут дочь Сталина Светлана и «её муж Мороз», интересовался, хотя даже не знал точной фамилии еврейского зятя Сталина — Мороз или Морозов? «Не успел я это промолвить, как меня, не держащегося на ногах, потащили в одну из соседних комнат, в которой я увидел за столом неизвестного мне генерал-полковника. Увидев меня в таком истерзанном состоянии, генерал-полковник спросил, не заболел ли я?»…<…>… Сорвавшееся в бреду имя, эта ложь или обмолвка стоила Гринбергу жизни: арестованный так же без санкции прокурора лихорадочно заторопившимся Абакумовым, он попал в лефортовско-лубянскую мясорубку, долго держался, был бит нещадно, по любимому выражению Абакумова, «смертным боем». Искалеченный, он 22 декабря 1949 года умер в тюрьме. По медицинскому свидетельству, умер от инфаркта миокарда: что ж, верно, от боли в пятках или ягодицах не умирают, должно разорваться сердце…

## Награды
- орден Трудового Красного Знамени (10.06.1945)